# Frédéric Pietruszka
Frédéric Pietruszka (* 13. května 1954, Villecresnes, Francie) je bývalý francouzský sportovní šermíř, který se specializoval na šerm fleretem.
Francii reprezentoval v sedmdesátých a osmdesátých letech. Na olympijských hrách startoval v roce 1976, 1980 a 1984 v soutěži jednotlivců a družstev. V soutěži jednotlivců obsadil na olympijských hrách 1984 čtvrté místo. V roce 1974 obsadil třetí místo na mistrovství světa v soutěži jednotlivců. S francouzským družstvem fleretistů vybojoval a na olympijských hrách 1980 zlatou olympijskou medaili na olympijských hrách 1976 a 1984 bronzovou olympijskou medaili. V roce 1975 vybojoval s družstvem titul mistrů světa.